# Municipio de Stockland
El municipio de Stockland (en inglés: Stockland Township) es un municipio ubicado en el condado de Iroquois en el estado estadounidense de Illinois. En el año 2010 tenía una población de 243 habitantes y una densidad poblacional de 1,75 personas por km².

## Geografía
El municipio de Stockland se encuentra ubicado en las coordenadas 40°37′58″N 87°35′32″O / 40.63278, -87.59222. Según la Oficina del Censo de los Estados Unidos, el municipio tiene una superficie total de 138.58 km², de la cual 138,58 km² corresponden a tierra firme y (0 %) 0 km² es agua.

## Demografía
Según el censo de 2010, había 243 personas residiendo en el municipio de Stockland. La densidad de población era de 1,75 hab./km². De los 243 habitantes, el municipio de Stockland estaba compuesto por el 96,3 % blancos, el 0,41 % eran afroamericanos, el 0,41 % eran asiáticos, el 0,82 % eran de otras razas y el 2,06 % eran de una mezcla de razas. Del total de la población el 3,7 % eran hispanos o latinos de cualquier raza.